# Музейний квартал

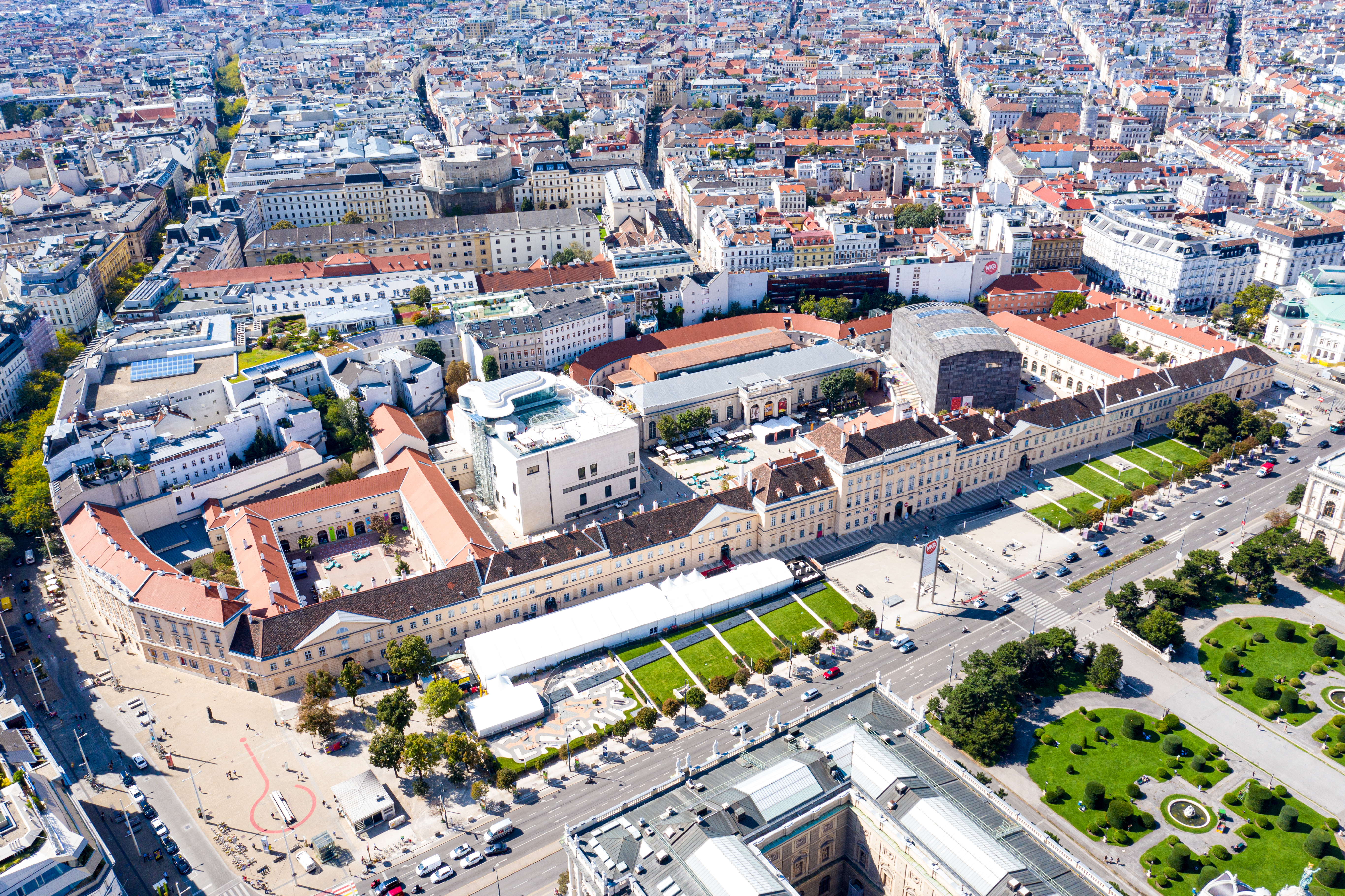
Панорамна фотографія, Музейний квартал

48°12′12″ пн. ш. 16°21′32″ сх. д. / 48.203333333333° пн. ш. 16.358888888889° сх. д.
Музейний квартал в Відні (Музеумсквартір; нім. MuseumsQuartier, скор. MQ) — великий музейний комплекс площею в 60 000 м² в 7 районі Відня (Нойбау) недалеко від центру міста.

## Історія
Головна будівля комплексу була побудована як придворні стайні двору імператорів Священної Римської імперії. В 1713 році імператор Карл VI доручив Йоганну Бернхарду Фішеру фон Ерлаху побудувати на віденському гласісі біля зовнішніх міських воріт імператорські конюшні. Будівництво приміщення в 1725 закінчував уже син архітектора Йозеф Емануель Фішер фон Ерлах. Після Першої світової війни і розпаду Австро-Угорської імперії придворні конюшні перестали функціонувати, а більша частина майна була розпродана.

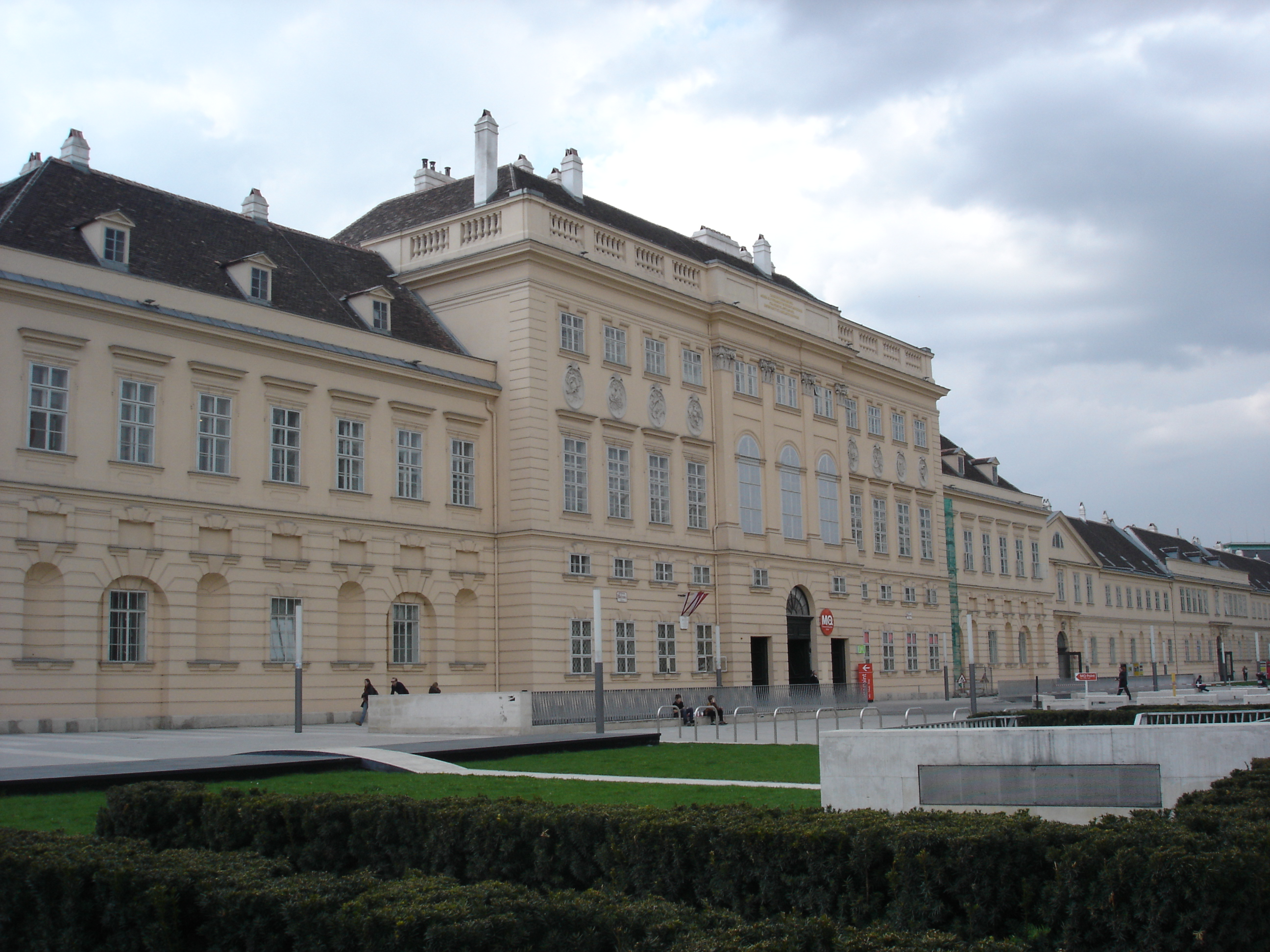
Головний вхід в Музейний квартал

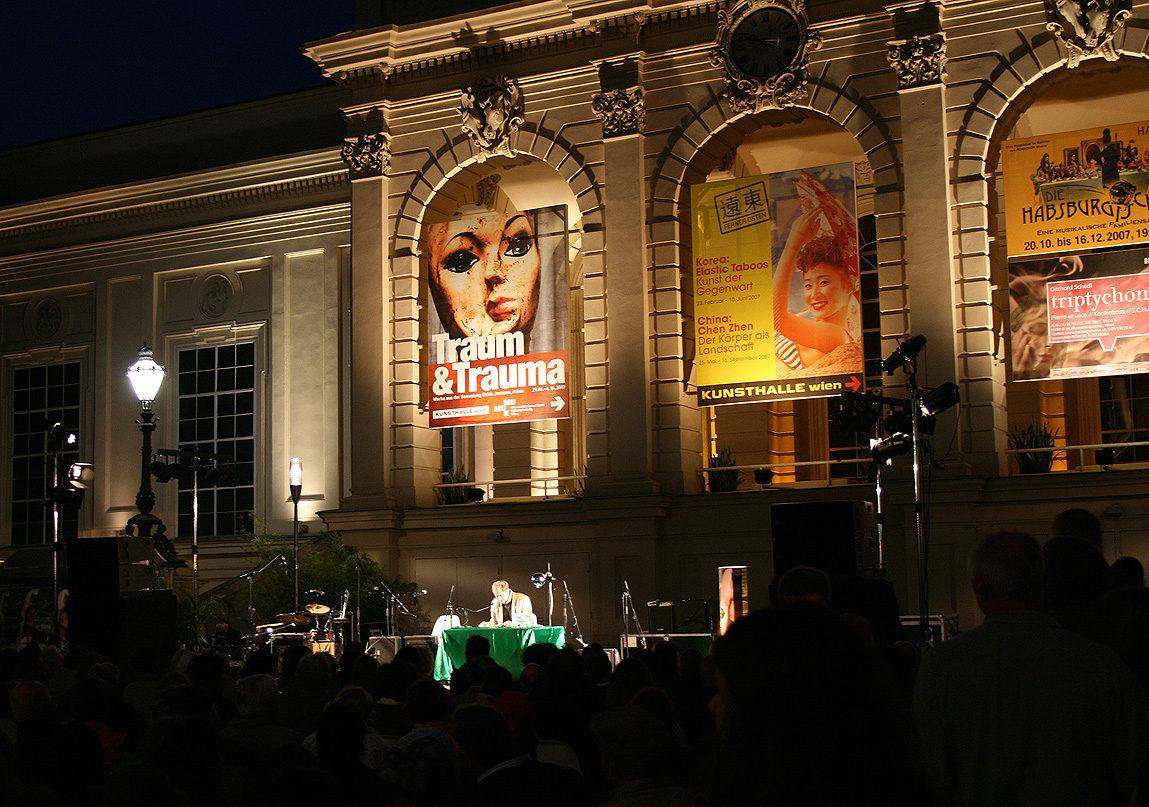
Літературні читання в Кунстхалле. 2007

В 1921 році на території колишніх конюшень вперше відбулася виставка, і в наступні роки будівлю перебудували та перейменували на Виставковий павільйон. Реконструкція і добудова комплексу продовжувалася до 1960-х рр. В 1985 р. тут вперше проходив Віденський фестиваль. В середині 80-х рр. з'явились перші проєкти Музейного кварталу, ядром якого за зразком Центра Помпіду в Парижі повинен був стати музей сучасного мистецтва. Був проведений архітектурний конкурс в декілька етапів, у якому в квітні 1990 року одноголосно переміг проєкт Лаурідс і Манфреда Ортнерів. Цей проєкт викликав суперечки в суспільстві через висоту нових будівель і так званої «Вежі-читальні» — висотки, що повинна була стати символом музейного комплексу. В 1993 р. в акції протесту проти проєкту брало участь більше 140 відомих істориків мистецтва і архітекторів зі всього світу, в тому чилі й автор піраміди Лувра Бей Юймін і сер Ернст Гомбріх.
В жовтні 1994 року бургомістр Відня Гельмут Цильк своїм рішенням відмовився від будівництва «Вежі-читальні». Уже «похований» проєкт був переглянутий в бік зменшення розмірів нових музейних приміщень. Скляні фасади в початковому варіанті замінили на натуральний камінь. Будівництво почалося у квітні 1998 року і закінчилось у 2001 році.

## Музеї та проєкти

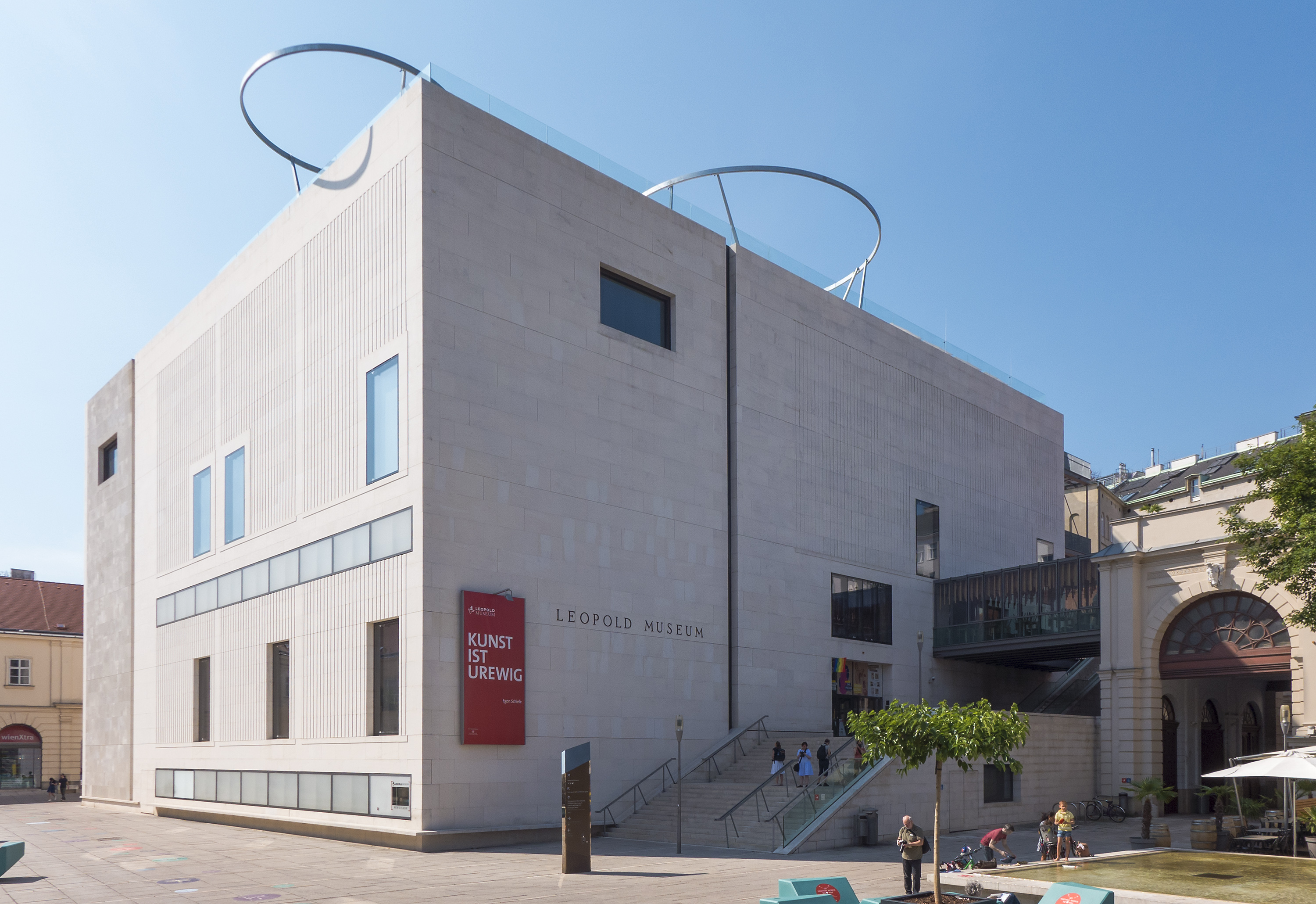
Музей Леопольда

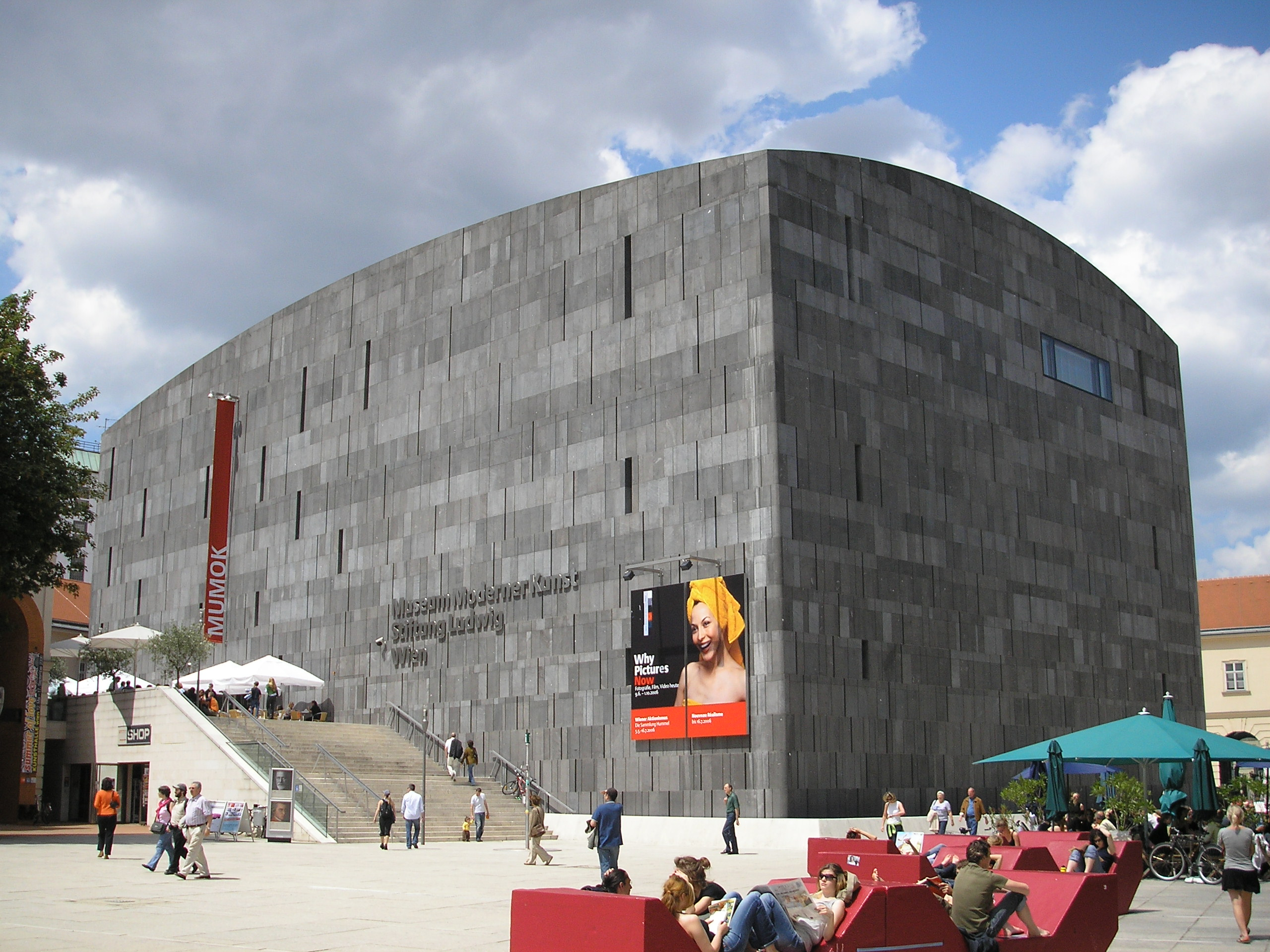
Музей сучасного мистецтва (MUMOK)

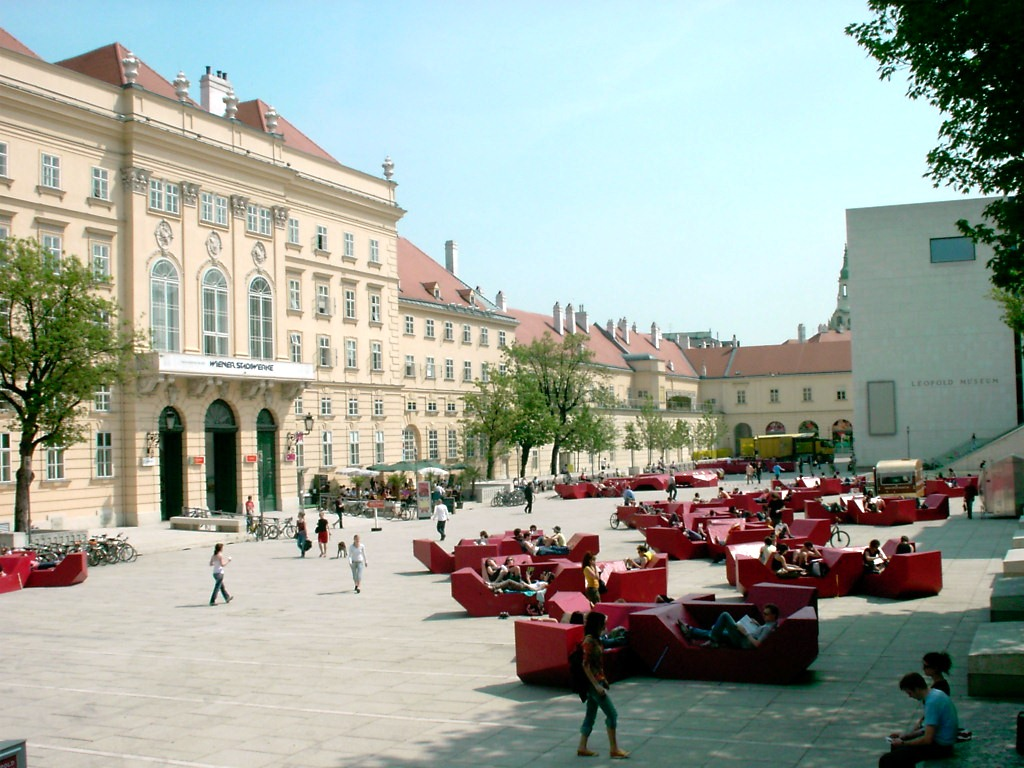
Внутрішнє подвір'я головної будівлі та Музей Леопольда

На території Музейного кварталу розташувалося декілька музеїв, закладів культури й мистецтва. Тут знаходяться три великих музеї: Музей сучасного мистецтва фонду Людвіга (MUMOK), Музей Леопольда і віденський Кунстхалле. Для дітей існує ZOOM Kindermuseum. В Музейному кварталі регулярно проходять різні культурні заходи, як, наприклад, літературний фестиваль «O-Töne» і концерти в рамках Віденського джазового фестивалю.
Музей Леопольда, спроєктований архітектурним бюро «Ortner & Ortner», є прямокутним паралелепіпед, облицьований вапняком. В експозиції музею представлена найбільша колекція картин австрійського художника-експресіоніста Еґона Шіле.